# Tadeusz Góra (łyżwiarz figurowy)
Tadeusz Góra (ur. w latach 50 XX wieku) – polski łyżwiarz figurowy, startujący w parach tanecznych z Ewą Kołodziej, a następnie z Haliną Gordon-Półtorak. Uczestnik mistrzostw Europy, medalista zawodów międzynarodowych oraz mistrz Polski (1977).

## Osiągnięcia

### Z Haliną Gordon-Półtorak
| Zawody             | 76–77          |                |                |                |                |                |                |                |                |                |                |                |                |                |                |                |                |
| Międzynarodowe     | Międzynarodowe | Międzynarodowe | Międzynarodowe | Międzynarodowe | Międzynarodowe | Międzynarodowe | Międzynarodowe | Międzynarodowe | Międzynarodowe | Międzynarodowe | Międzynarodowe | Międzynarodowe | Międzynarodowe | Międzynarodowe | Międzynarodowe | Międzynarodowe | Międzynarodowe |
| ------------------ | -------------- | -------------- | -------------- | -------------- | -------------- | -------------- | -------------- | -------------- | -------------- | -------------- | -------------- | -------------- | -------------- | -------------- | -------------- | -------------- | -------------- |
| Mistrzostwa Europy | 10             |                |                |                |                |                |                |                |                |                |                |                |                |                |                |                |                |
| Krajowe            |                |                |                |                |                |                |                |                |                |                |                |                |                |                |                |                |                |
| Mistrzostwa Polski | 1              |                |                |                |                |                |                |                |                |                |                |                |                |                |                |                |                |

### Z Ewą Kołodziej
| Mistrzostwa Europy      | 17 | 14 | 15 |  | 13 | 15 |
| Memoriał Karla Schäfera |    |    |    |  |    | 1  |